# Sennefer (Bürgermeister von Theben)

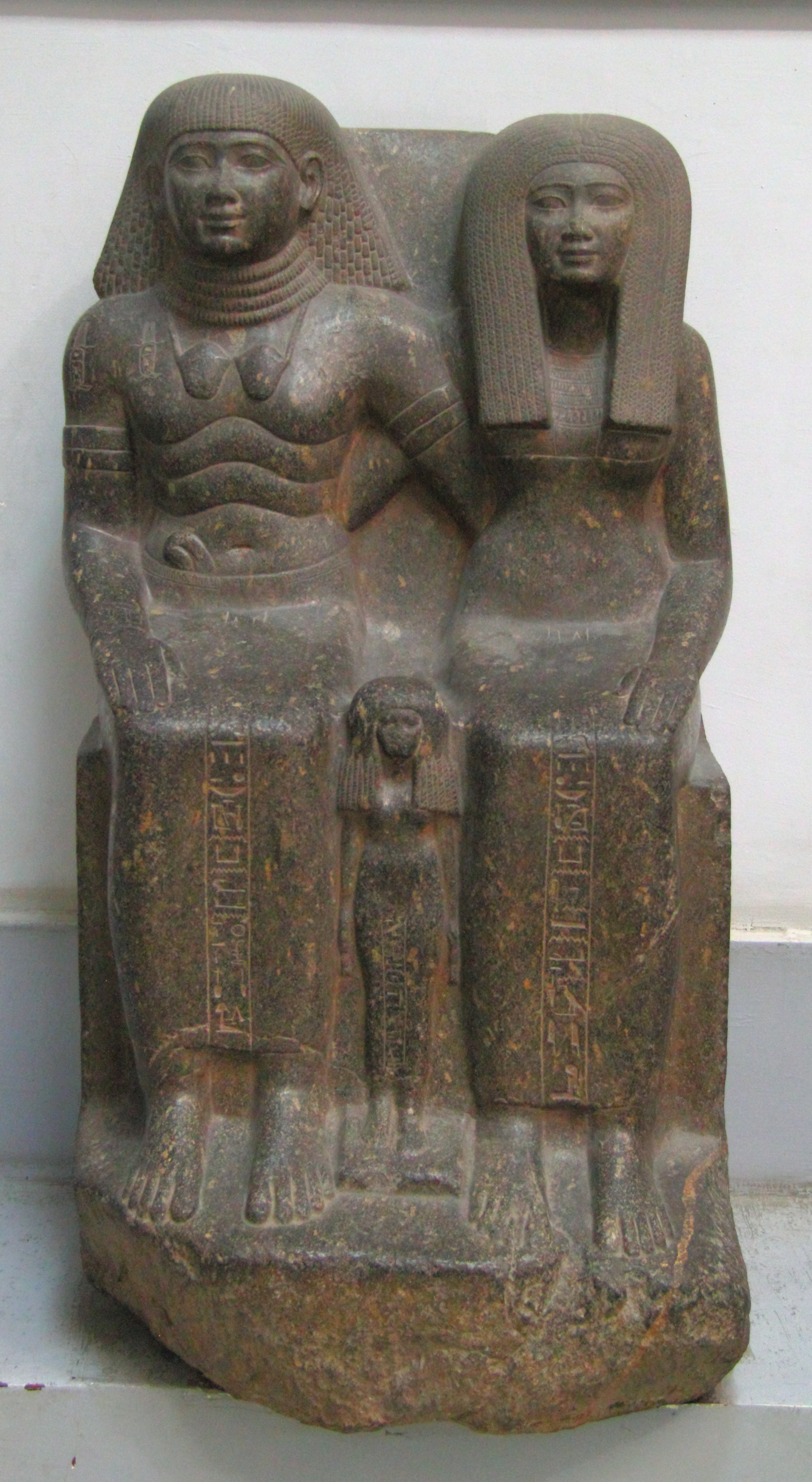
Sennefer und seine Frau

Sennefer war der Bürgermeister von Theben in der 18. Dynastie unter König Amenophis II. und hatte damit eines der wichtigen Ämter seiner Zeit inne.
Sennefer ist vor allem von seinem thebanischen Grab (TT96) bekannt, dessen unterirdische Grabkammer ausgemalt und gut erhalten ist. Grabkammern sind in der Regel undekoriert, womit sich die Frage stellt, ob es sich hier wirklich um eine Grabkammer handelte. In der Tat scheint er im Tal der Könige ein zweites Grab gehabt zu haben, in dem er vielleicht auch bestattet wurde. In Grab KV42 fanden sich eine Kanope mit dem Namen des Sennefer und weitere seiner Gemahlin, der königlichen Amme Senetnay. Beim Grab fanden sich allerdings Gründungsbeigaben der Königin Meritre Hatschepsut und es war offensichtlich für sie angelegt. Eine andere Möglichkeit ist deshalb, dass er in dieses Grab umbestattet wurde, nachdem sein ursprüngliches Grab geplündert worden war.
Sennefer ist von einer Reihe weiterer Monumente bekannt, die vor allem zeigen, dass er seine Karriere im Amuntempel in Karnak begann, aber auch als Bürgermeister von Theben weiterhin wichtige Funktionen im dortigen Tempel innehatte. So war er zum Beispiel Scheunenvorsteher des Amun oder Rindervorsteher des Amun. Er war auch Priestervorsteher der Gottesgemahlin Ahmose Nefertari.
Mehrere seiner Frauen sind namentlich bekannt: Merit, Senetneferer, die auch Senemiah genannt wird, und Senetnay. Es ist unsicher, ob er mit ihnen gleichzeitig oder nacheinander verheiratet war, vielleicht handelt es sich auch um verschiedene Namen einer einzigen Frau.
Der Vater Sennefers war der zweite Priester des Hor-wer in Qus, Nu, seine Mutter war eine Frau mit den Namen Henutiry, Tiiry. Sennefer war der Cousin des Wesirs Amenemope.